# خورخي فيلاسكو ماكنزي
خورخي فيلاسكو ماكنزي هو كاتب إكوادوري، ولد في 16 يناير 1949 في غواياكيل في الإكوادور.